# Volkswagen Eos
Volkswagen Eos este un vehicul comercializat de producătorul german de automobile Volkswagen.